# Dani Rodrik
Dani Rodrik, född 14 augusti 1957 i Istanbul, är en turkisk ekonom och professor i internationell politisk ekonomi vid John F. Kennedy School of Government vid Harvard University. Han var tidigare ”Albert O. Hirschman Professor of Social Science” vid Institute for Advanced Study i Princeton, New Jersey.
Han har publicerat brett inom områdena internationell ekonomi, ekonomisk utveckling och politisk ekonomi. Frågan om vad som utgör en god ekonomisk politik och varför vissa regeringar är mer framgångsrika än andra att bedriva en sådan, ligger i grund för hans forskning. Bland hans verk kan nämnas Economic Rules: The Rights and Wrongs of the Dismal Science och The Globalization Paradox: Democracy and the Future of the World Economy. Han är även chefredaktör för den akademiska tidskriften Global Policy, tillsammans med David Held och Eva-Maria Nag.

## Biografi
Rodrik härstammar från en sefardi-judisk familj, och är ansluten till National Bureau of Economic Research (NBER), Centre for Economic Policy Research (CEPR), Center for Global Development (CGD), Petersoninstitutet för internationell ekonomi (PIIE) och Council on Foreign Relations (CFR). Han är medredaktör för Review of Economics and Statistics. Han har även varit mottagare av forskningsbidrag från Carnegie Corporation, Ford Foundation och Rockefeller Foundation. Han har också mottagit priset Leontief Prize for Advancing the Frontiers of Economic Thought från Global Development and Environment Institute.
Efter sin examen från Robert College i Istanbul, blev han filosofie kandidat (summa cum laude) från Harvard College. Han blev sedan filosofie doktor i ekonomi med sin avhandling Studies on the Welfare Theory of Trade and Exchange-rate Policy, samt MPA från Princeton University.
Han har också skrivit för den turkiska dagstidningen Radikal sedan juli 2009.
Han gick med i nybildade World Economics Association som ledamot i verkställande utskottet 2011.
Han är gift med dottern till den turkiske f.d. generalen Çetin Doğan. Çetin dömdes till livstids fängelse, senare sänkt till 20 år, för hans medverkan i den påstådda Balyoz-kupplanen.